# 107
Aquesta pàgina és per a l'any. Per al nombre, vegeu cent set.

## Esdeveniments
- El 107 Trajà, que havia conquerit Dàcia, va enviar contra els iazigs al general Hadrià, que els va sotmetre
- Luci Licini Sura i Gai Soci Seneció esdevenen cònsols de Roma.[1][2]
- Un ambaixador indi és rebut per l'emperador Trajà.[3]
- Primer any de l'era yongchu de la dinastia Han oriental xinesa.[4]
- Han Andi (An-ti) esdevé emperador de la Xina.[5]

## Necrològiques
- Tiberi Avidi Quiet, polític i governador romà.[6]